# Tisserin minule
Ploceus luteolus
Espèce
Statut de conservation UICN

 LC  : Préoccupation mineure
Le Tisserin minule (Ploceus luteolus) est une espèce de passereaux de la famille des Ploceidae.

## Répartition
On le trouve au Bénin, Burkina Faso, Cameroun, République centrafricaine, République démocratique du Congo, Côte d'Ivoire, Érythrée, Éthiopie, Gambie, Ghana, Guinée-Bissau, Kenya, Mali, Mauritanie, Niger, Nigeria, Ouganda, Sénégal, Soudan, Tanzanie, Tchad et Togo.